# Seznam vrcholů v Pohronském Inovci
Seznam vrcholů v Pohronském Inovci zahrnuje pojmenované vrcholy s nadmořskou výškou nad 600 m. K sestavení seznamu bylo použito map dostupných na stránkách hiking.sk.

## Seznam vrcholů
| #   | Vrchol         | Výška (m) | Souřadnice                       | Přístup                   |
| --- | -------------- | --------- | -------------------------------- | ------------------------- |
| 1.  | Veľký Inovec   | 901       | 48°24′40″ s. š., 18°32′40″ v. d. | červená turistická značka |
| 2.  | Malý Inovec    | 870       | 48°24′48″ s. š., 18°31′44″ v. d. | neznačeno                 |
| 3.  | Vojšín         | 819       | 48°28′54″ s. š., 18°35′51″ v. d. | neznačeno                 |
| 4.  | Sedlová skala  | 778       | 48°26′42″ s. š., 18°35′52″ v. d. | neznačeno                 |
| 5.  | Stavanský vrch | 771       | 48°24′10″ s. š., 18°33′03″ v. d. | neznačeno                 |
| 6.  | Kuchyňa        | 760       | 48°27′31″ s. š., 18°35′12″ v. d. | neznačeno                 |
| 7.  | Dreichov vrch  | 756       | 48°25′47″ s. š., 18°32′18″ v. d. | neznačeno                 |
| 8.  | Drienka        | 756       | 48°24′37″ s. š., 18°30′30″ v. d. | neznačeno                 |
| 9.  | Krivá          | 714       | 48°23′53″ s. š., 18°28′55″ v. d. | neznačeno                 |
| 10. | Drienčie       | 711       | 48°28′32″ s. š., 18°40′19″ v. d. | neznačeno                 |
| 11. | Kamenný vrch   | 696       | 48°26′32″ s. š., 18°32′56″ v. d. | neznačeno                 |
| 12. | Hrádok         | 688       | 48°25′04″ s. š., 18°29′22″ v. d. | neznačeno                 |
| 13. | Benát          | 686       | 48°23′51″ s. š., 18°28′06″ v. d. | žlutá turistická značka   |
| 14. | Dúbrava        | 674       | 48°25′54″ s. š., 18°29′43″ v. d. | neznačeno                 |
| 15. | Prosný vrštek  | 673       | 48°24′35″ s. š., 18°29′02″ v. d. | neznačeno                 |
| 16. | Viničný vrch   | 665       | 48°26′27″ s. š., 18°36′32″ v. d. | neznačeno                 |
| 17. | Pastierska     | 657       | 48°28′15″ s. š., 18°39′11″ v. d. | neznačeno                 |
| 18. | Pečanský vrch  | 635       | 48°23′36″ s. š., 18°31′43″ v. d. | neznačeno                 |
| 19. | Za zemami      | 634       | 48°27′14″ s. š., 18°32′58″ v. d. | neznačeno                 |
| 20. | Šibeničný vrch | 627       | 48°27′56″ s. š., 18°32′43″ v. d. | neznačeno                 |
| 21. | Matiašov vrch  | 602       | 48°26′12″ s. š., 18°35′42″ v. d. | neznačeno                 |